# L'ebrea (Pacini)
L'ebrea è un'opera in quattro atti di Giovanni Pacini, su libretto di Giacomo Sacchero. La prima rappresentazione ebbe luogo al Teatro alla Scala di Milano nel 1844.

## Cast della prima rappresentazione
| Personaggio | Interprete              |
| ----------- | ----------------------- |
| Cesennio    | Antonio Morelli         |
| Berenice    | Rachele Agostini        |
| Manlio      | Enrico Tamberlick       |
| Antioco     | Ettore Brilli           |
| Ottavia     | Giovanna Battista Fossa |
| Sejano      | Ferdinando Morell       |
| Eleazaro    | Antonio Selva           |
| Rachele     | Carlotta Cattinari      |

## Trama
La scena è in Antiochia, al secolo I, sotto l'impero di Vespasiano
La trama segue le vicende del ribelle Eleazaro, leader giudeo che si oppone ai Romani, e alla storia d'amore fra Manlio e Rachele.

### Atto I
Gli Ebrei, guidati da Eleazaro, celebrano la Pasqua. Il leader giudeo incita a preservare le tradizioni contro il nemico romano, non sapendo che fra di loro è seduto, in incognito, vestito all'ebreo, proprio un romano, il principe Manlio. Irrompono nella sala gli idolatri, guidati da Antioco, con le guardie romane, con in testa Sejano, pronti ad arrestare i praticanti; tuttavia, Eleazaro viene riconosciuto da Antioco, visto anni prima a Solima, città nella quale in un terribile incendio Antioco aveva perso moglie e figlia, che li assolve e lascia liberi tutti. Intanto Berenice, figlia del governatore Cesennio e benvoluta ai giudei, chiede ad Eleazaro un gioiello molto prezioso, da dare in dono all'amato Manlio, suo sposo. Proprio quest'ultimo si incontra con Rachele, un'ebrea figlia adottiva di Eleazaro, con cui ha stretto una relazione; Rachele gli chiede perché non avesse mangiato il pane durante la Pasqua ebraica (gettandolo, credendo di non esser visto, per terra), ed il principe gli si palesa quale idolatra. Rachele è sconvolta, ma Manlio ribadisce il proprio amore incondizionato. A questo punto, i due amanti si propongono di fuggire, ma vengono sorpresi da Eleazaro, che, appresa l'identità del giovane, fa per ucciderlo; condotto a più miti consigli, lo scaccia e lo maledice.

### Atto II
Nei giardini del governatore Cesennio cavalieri e dame celebrano Manlio, assieme al governatore stesso, appena tornato. Berenice, sua sposa, lo accoglie festante; vengono poi introdotti Eleazaro e la figlia, venuti a consegnare il gioiello promesso a Berenice. I due riconoscono il giovane, e Rachele, furibonda, svergogna il giovane romano di fronte a tutti, accusandolo di aver amato un'ebrea. I due amanti ed Eleazaro sono quindi messi in ceppi e condotti via, maledetti e condannati a morte da Antioco.

### Atto III
Antioco è agitato da un certo turbamento legato alla condanna di Rachele e del padre; così, chiede di interloquire con quest'ultimo. Giunge dunque Eleazaro, a cui Antioco chiede di rinnegare la propria fede. Eleazaro rifiuta fieramente la proposta, svelando invece al leader degli idolatri che sua figlia, creduta morte nell'incendio di Solima, è in realtà in vita e che ne conosce l'ubicazione. Antioco, a tale notizia, supplica l'ebreo di svelargli ciò che sa; ma al rifiuto di questo, Antioco, furibondo, afferma che saprà consolarsi vedendolo morire sul patibolo. Nel gran tempio di Giove, dunque, viene annunciata la sentenza finale: Eleazaro e Rachele sono stati condannati, e Manlio verrà sacrificato in onore del dio. Berenice inorridisce a tale nuova, e supplica Rachele di salvare lo sposo. Questa, colta da affetti contrastanti, giura di fronte al tempio intero che ella ha mentito e che Manlio è innocente. Antioco dunque predispone che il principe romano vada in esilio, e che i due ebrei vengano giustiziati.

### Atto IV
Gli ebrei piangono la condanna di Eleazaro e Rachele; li raggiunge Manlio, disperato e confuso, che viene allontanato in quanto considerato la causa prima della condanna dei due. Manlio dunque cade nello sconforto, ricordando i suoi giorni come incognito fra gli ebrei; a tale rimembranza di dolcezza, prende dunque la decisione di convertirsi, per espiare i suoi peccati. Intanto, il popolo furibondo incita alla morte dei due colpevoli Eleazaro e Rachele. Proprio nell'ultimo istante, Antioco supplica nuovamente il capo ebreo di indicargli la figlia; questo allora, fieramente, punta il dito verso Rachele, ormai prossima ad essere giustiziata; l'idolatra grida ed inorridisce, per poi svenire, mentre Eleazaro osserva per l'ultima volta il suo nemico, soddisfatto della sua vendetta estrema, prima di avviarsi al patibolo.

## Struttura musicale
- Sinfonia

### Atto I
- N. 1 - Introduzione Dei nostri padri onnipotente Iddio (Coro, Eleazaro, Antioco, Rachele, Manlio, Sejano)
- N. 2 - Cavatina di Berenice Come peno e lo sospiro (Berenice, Eleazaro)
- N. 3 - Terzetto fra Manlio, Rachele e Eleazaro No, non fia che a mio nemico

### Atto II
- N. 4 - Coro Plauso a te, che l'orde indomite
- N. 5 - Finale II Tu t'arretri, e non temevi (Rachele, Berenice, Ottavia, Manlio, Eleazaro, Cesennio, Antioco, Sejano, Coro)

### Atto III
- N. 6 - Duetto fra Antioco ed Eleazaro Taci omai, né richiamarmi (Antioco, Eleazaro, Coro)
- N. 7 - Finale III Ah! non sai di quali torti (Rachele, Berenice, Eleazaro, Antioco, Sejano, Ottavia, Coro)

### Atto IV
- N. 8 - Coro ed Aria di Manlio Miseri, ancor per piangere - In quei dì clemente il cielo (Manlio, Coro)
- N. 9 - Finale Ultimo Al ferro ed al fuoco! Fra i plausi orrendi (Coro, Rachele, Eleazaro, Antioco, Sejano)